# Otacilia vulpes
Otacilia vulpes is een spinnensoort uit de familie van de Phrurolithidae.
De wetenschappelijke naam van de soort werd in 2001 als Phrurolithus vulpes gepubliceerd door Kamura.